# Ідеву Оджуларі
Ідеву Оджуларі (Ідеву Оджларі) (д/н — 1835) — 9-й оба (правитель) Лагосу в 1829—1835 роках (за іншою хронологією — 1819—1832).

## Життєпис
Син оби Осінлокуна. Спадкував батькові у 829 році (за іншими відомостями 1819). Намагався продовжити маневрування між різними державами для забезпечення прибутків від торгівлі. Разом з тим мусив рахуватися зі зростанням ваги місцевих і європейських работоргівців, вождів Білих Капелюхів та мусульманських проповідників.
Зрештою внаслідок заколоту Ідеву Оджуларі повалили 1835 (або 1832) року. Обставини та причини цього суперечливі: можливо, викликане невдоволенням работоргівцями чи конфліктом з Білими Капелюхами або втручанням великого оби Осемвенде, що відправив обі Лагосу череп та меч. Ідеву вирішив, що йому надано вибір смерть (череп) або битва (меч), обрав перше. На трон повернувся раніше повалений оба Аделе Аджосун.